# John Ball (prêtre)
Pour les articles homonymes, voir John Ball et Ball.
John Ball, né vers 1338 et mort le 15 juillet 1381, est un prêtre anglais et une figure importante de la révolte des paysans.
Disciple de John Wyclif, il s'associa à Wat Tyler, attira un grand nombre de partisans en prêchant contre les riches et les grands et marcha sur Londres à leur tête. Arrêté et mis en prison, il fut délivré par ses partisans, vint avec eux assiéger le roi Richard II dans la Tour de Londres et le força à livrer à la foule Simon Sudbury, archevêque de Canterbury et plusieurs grands officiers, qui furent aussitôt massacrés. Il fut repris et exécuté en 1381.
Un de ses sermons, prononcé à Blackheath (Londres) contenait la phrase célèbre : « Quand Adam bêchait et Ève filait, où donc était le gentilhomme ? ».

## Vie
John Ball vit au cours du turbulent XIVe siècle en Angleterre. En tant que serf, il devient vite célèbre pour ses discours. Sans le sou et errant dans la campagne anglaise, il est fait prêtre paysan par John Wyclif, malgré les réticences de Ball envers certains dogmes de l’Église. 
Thomas Walsingham indique qu'il se désignait lui-même dans ses prêches comme Seynte Marie priest of York. On sait qu'il a prêché à Norwich et Colchester.
Il est par la suite excommunié en 1366 pour ses prêches en faveur d'une société sans classes. Après 1376 il est souvent emprisonné. L’année suivante, Édouard III d'Angleterre meurt et Richard II devient roi à l’âge de dix ans. La révolte des paysans éclate finalement en 1381, quand les taxes sont augmentées.
La révolte des paysans de 1381 commence en Essex et s’étend rapidement au Kent, où Wat Tyler est choisi comme leader. Les rangs des rebelles grossissent au fur et à mesure qu’ils prennent Canterbury et se dirigent vers Londres en libérant des partisans dans les prisons, dont notamment John Ball. Celui-ci, en tant que prêtre, est un appui important pour la cause des rebelles. Il est incarcéré à Maidstone. Son enthousiasme pour cette cause et sa force de persuasion encouragent les paysans à entrer dans Londres. C'est à Blackheath qu'il prononce la phrase « Quand Adam bêchait et Ève filait, où était alors le noble ». Tyler essaye sans succès de rencontrer le roi, ce qui résulte en des éclats de violence, les paysans s’en prenant aux maisons royales et détruisant l’hôtel de Savoie de Jean de Gand. Le 14 juin 1381, Richard II rencontre les rebelles à Mile End et accepte « d’abolir la servitude, le service féodal, les monopoles du marché et les restrictions sur les achats et les ventes ».
Cet accord est de courte durée car certains rebelles, menés par Tyler, continuent leurs pillages, prennent d’assaut la Tour de Londres et tuent l’archevêque de Canterbury Simon Sudbury, et d’autres officiels comme Robert de Hales, Lord grand trésorier. Tyler présente de nouvelles demandes au roi, mais il est blessé mortellement par le lord-maire de Londres, William Walworth, lors de sa rencontre avec le roi. Les paysans se dispersent rapidement et Richard révoque ses accords initiaux. John Ball est emmené à St Albans où il est jugé et pendu.

## Postérité
Le slogan est repris lors de la guerre des Paysans allemands sous la forme « Als Adam grub und Eva spann, wo war denn da der Edelmann? ».
Après sa mort, il devient une figure mythique et inspire les Lollards ou Jack Cade.
Au XIXe siècle la figure de John Ball est considérée par le socialisme britannique comme l'un de ses précurseurs. L'artiste préraphaélite socialiste William Morris consacre au prêtre un roman de science-fiction politique, Un rêve de John Ball, où il imagine une rencontre entre John Ball et un socialiste du XIXe siècle (avatar de Morris lui-même) propice à susciter la réflexion sur les causes, les buts et les moyens de la lutte pour l'égalité sociale et économique telle que l'envisage l'auteur.

## Source
Cet article comprend des extraits du Dictionnaire Bouillet. Il est possible de supprimer cette indication, si le texte reflète le savoir actuel sur ce thème, si les sources sont citées, s'il satisfait aux exigences linguistiques actuelles et s'il ne contient pas de propos qui vont à l'encontre des règles de neutralité de Wikipédia.